# Uliànovka (Oriol)
|  | Per a altres significats, vegeu «Uliànovka». |

Uliànovka (en rus: Ульяновка) és un poble de l'óblast d'Oriol, a Rússia, segons el cens del 2010 tenia 264 habitants. Pertany al districte municipal de Kromi.